# Iwan Czartoryski
Iwan Fedorowicz Czartoryski, Jan Fedorowicz Czartoryski (zm. ok. 1566/67) – kniaź litewski, syn Fiodora (Fedora) Czartoryskiego.

## Drzewo genealogiczne
Przodkowie Iwana Czartoryskiego:
| 4. Michał Wasylewicz Czartoryski (zm. 1489) |  |                                              |  |  |                     |
|                                             |  | 2. Fiodor Michałowicz Czartoryski (zm. 1542) |  |  |                     |
| 5. Maria Niemir (zm. 1504)                  |  |                                              |  |  |                     |
|                                             |  |                                              |  |  | 1. Iwan Czartoryski |
| 6. NN                                       |  |                                              |  |  |                     |
|                                             |  | 3. Zofia Sanguszko                           |  |  |                     |
| 7. NN                                       |  |                                              |  |  |                     |
|                                             |  |                                              |  |  |                     |

Jego żoną była Anna Zasławska, z którą miał pięcioro dzieci: Helenę, Katarzynę, Annę, Jana i Jerzego (ok. 1560–1626).